# Philippe Néricault Destouches
Philippe Néricault Destouches, francoski dramatik, diplomat in akademik, * 9. april 1680, Tours, Francija, † 4. julij 1754.